# بی‌بی زاهارا بنت
بی‌بی زاهارا بنت (به انگلیسی: BeBe Zahara Benet) (زاده ۲۰ مارس ۱۹۸۱) زن‌پوش، خواننده کامرونی است.